# Phichai (huyện)
Phichai (tiếng Thái: พิชัย) là huyện (amphoe) cực nam thuộc tỉnh Uttaradit, miền nam Thái Lan.

## Địa lý
Các huyện giáp ranh (từ phía bắc theo chiều kim đồng hồ): Tron, Thong Saen Khan thuộc tỉnh Uttaradit, Wat Bot, Phrom Phiram thuộc tỉnh Phitsanulok, Sawankhalok và Si Nakhon thuộc tỉnh Sukhothai.

## Lịch sử
Người ta cho rằng Mueang Phichai được xây vào thế kỷ 15 theo lệnh vua Trailokanat với mục đích xây thành phố biên giới có tường thành. Tuy nhiên, không có tàn tích còn lại đến nay, chỉ còn chedi cũ ở Wat Nah Phrathat có niên đại vào thời này.
Thị xã này đã được dời đến địa điểm mới ở phía bắc vào năm 1887 và đã được đổi tên thành Uttaradit năm 1915. Khu vực xung quanh phổ cổ Phichai đã bị hạ xuống thành một huyện.

## Hành chính
Huyện này được chia thành 11 phó huyện (tambon), các đơn vị này lại được chia ra thành 97 làng (muban). Có hai thị trấn (thesaban tambon) - Tha Sak và Nai Mueang, cả hai nằm trên một phần của tambon cùng tên. Có 11 Tổ chức hành chính tambon.
| STT. | Tên          | Tên Thái | Số làng | Dân số |  |
| ---- | ------------ | -------- | ------- | ------ |  |
| 1.   | Nai Mueang   | ในเมือง   | 8       | 8.763  |  |
| 2.   | Ban Dara     | บ้านดารา  | 9       | 6.815  |  |
| 3.   | Rai Oi       | ไร่อ้อย    | 11      | 6.924  |  |
| 4.   | Tha Sak      | ท่าสัก     | 10      | 7.323  |  |
| 5.   | Kho Rum      | คอรุม     | 12      | 9.632  |  |
| 6.   | Ban Mo       | บ้านหม้อ   | 8       | 5.946  |  |
| 7.   | Tha Mafueang | ท่ามะเฟือง | 10      | 5.904  |  |
| 8.   | Ban Khon     | บ้านโคน   | 8       | 5.297  |  |
| 9.   | Phaya Maen   | พญาแมน   | 7       | 6.350  |  |
| 10.  | Na In        | นาอิน     | 7       | 5.751  |  |
| 11.  | Na Yang      | นายาง    | 7       | 8.831  |  |